# Roberto Alpi
Roberto Alpi, nome d'arte di Fiorenzo Alpi (Settimo Torinese, 13 luglio 1952), è un attore italiano.

## Biografia
Ha lavorato soprattutto in produzioni televisive ed è noto al grande pubblico per l'interpretazione di Ettore Ferri, personaggio protagonista della soap opera CentoVetrine.
Attivo in teatro, ha partecipato tra l'altro a diverse commedie fra cui quelle di Pirandello. Sempre per il teatro, ha portato in giro per l'Italia  una commedia intitolata Honour, con Paola Pitagora.
Ha recitato anche nello sceneggiato di Rai Radio 2 Il nome della rosa (2005).
Il 21 dicembre 2015 è entrato a far parte del cast della soap italiana di maggior successo, Un posto al sole, nel ruolo di Giancarlo Petrone, recitando al fianco di Nina Soldano.
Dal 2019 è nel cast della soap opera di Rai 1 Il paradiso delle signore nel ruolo di Achille Ravasi.

## Vita privata
È stato sposato con l'attrice Marina Giulia Cavalli, dalla quale ha avuto nel 1994 la figlia Arianna, morta il 16 novembre 2015 all'età di 21 anni per leucemia.

## Filmografia

### Cinema
- Tutta colpa del paradiso, regia di Francesco Nuti (1985)
- D'Annunzio, regia di Sergio Nasca (1986)
- Quarto comandamento, regia di Bertrand Tavernier (1987)
- La posta in gioco, regia di Sergio Nasca (1988)
- Re di macchia, regia di Bruno Modugno (1988)
- C'era un castello con quaranta cani, regia di Duccio Tessari (1989)
- Malizia 2mila, regia di Salvatore Samperi (1991)[5]
- Allullo drom - L'anima zingara, regia di Tonino Zangardi (1992)
- L'industriale, regia di Giuliano Montaldo (2011)
- Un'insolita vendemmia, regia di Daniele Carnacina (2013)

### Televisione
- Che fare?, regia di Gianni Serra (1979) - miniserie tv
- La casa rossa, regia di Luigi Perelli (1981) - Miniserie tv
- Nata d'amore, regia di Duccio Tessari (1984) - Miniserie tv
- Un uomo in trappola, regia di Vittorio De Sisti (1985) - Miniserie tv
- Baciami strega, regia di Duccio Tessari (1985) - Film tv
- Il giudice istruttore, regia di Florestano Vancini (1987) - 1 episodio
- Vida privada, regia di Francesc Betriu (1987) - prima serie
- Una donna tutta sbagliata, regia di Mauro Severino (1988) - Miniserie tv
- L'ombra della spia, regia di Alessandro Cane (1988) - Film tv
- David e David, regia di Giorgio Capitani (1989) - Film tv
- L'ingénieur aimait trop les chiffres, regia di Michel Favart (1989) - Film tv
- La ragnatela, regia di Alessandro Cane (1991) - miniserie tv
- Un cane sciolto, regia di Giorgio Capitani (1991) - film tv
- Il coraggio di Anna, regia di Giorgio Capitani (1992) - Film tv
- La ragnatela 2, regia di Alessandro Cane (1993) - miniserie tv
- La rage au coeur, regia di Robin Davis (1994) - film tv
- Caro maestro, regia di Rossella Izzo (1996) - serie tv
- Mio padre è innocente, regia di Vincenzo Verdecchi (1997) - film tv
- Provincia segreta, regia di Francesco Massaro (1998) - miniserie tv
- Ritornare a volare, regia di Ruggero Miti (1998) - film tv
- Alice in fuga, regia di Axel de Roche (1998) - miniserie tv
- Mai con i quadri, regia di Mario Caiano (1999) - miniserie tv
- Non lasciamoci più, regia di Vittorio Sindoni (1999) - un episodio
- Incantesimo, regia di Alessandro Cane e Tomaso Sherman (2000-2001) - fiction tv
- CentoVetrine, registi vari (2001-2015) - soap opera
- Vento di ponente 2, regia di Fabrizio Ugo Giordani e Alberto Manni (2002) - miniserie tv
- Una donna scomoda, regia di Sergio Martino (2004) - film tv
- Meucci - L'italiano che inventò il telefono, regia di Fabrizio Costa (2005) - film tv
- Lo zio d'America 2, regia di Rossella Izzo (2006) - miniserie tv
- Rex, regia di Marco Serafini (2009) - 1 episodio
- Un posto al sole, registi vari (2015-2017) - soap opera
- Il paradiso delle signore, registi vari (2019-2020) - soap opera
- Una scomoda eredità, regia di Fabrizio Costa – film TV (2022)

## Teatro
- Un sorso di terra di Heinrich Böll, regia di Gianfranco De Bosio, con Giuliana De Sio, Toni Garrani, Virgilio Gazzolo, Roberto Herlitzka e Fabrizio Temperini (1978)[6]
- Sentiamoci per Natale, di Maurizio Costanzo, regia di Mino Bellei, Teatro Parioli di Roma (1990)
- Casa di bambola di Henrik Ibsen, regia di Beppe Navello, Teatro di Sardegna (1993)

## Doppiaggio

### Cinema
- Kevin Kline in Charlot, Sogno di una notte di mezza estate e De-Lovely - Così facile da amare
- Liam Neeson Le crociate - Kingdom of Heaven
- Toni Cantó in Tutto su mia madre
- Itzhak Perlman in Fantasia 2000